# Commission Internationale de la Microflore du Paléozoïque
La Commission Internationale de la Microflore du Paléozoïque ou CIMP (en anglais "International Commission of the Palaeozoic Microflora") est une fédération internationale de palynologistes intéressés par la palynologie du Paléozoïque.
Le but de l'association est de faire avancer les connaissances en palynologie et les sujets annexes par la promotion de co-opérations internationales et de meetings entre spécialistes de toutes régions et pays.
À cette fin, la CIMP organise des symposia et des groupes de travail qui ont pour sujet différents problèmes stratigraphiques et taxonomiques dans le domaine de la palynologie du Paléozoïque (paléopalynologie).